# Ulla-Monica Lindberg
Ulla-Monica Gertrud Elisabeth Lindberg, född Lundström 20 juni 1923 i Djursholm i Danderyds församling, död 12 december 2010 i Täby, var en svensk målare och grafiker.
Hon var dotter till tandläkaren Axel Fredrik Lundström och Beth Crafoord och gift med Arne Lindberg från 1945 till hans död. Lindberg var även mor till Jakob Lindberg och Christian Lindberg. Hon studerade vid Otte Skölds målarskola 1941–1942 och på Konsthögskolan i Stockholm 1942–1947. Under sin tid på Konsthögskolan tilldelades hon ett stipendium och två pris och hon fick möjlighet att studera för André Lhote vid Académie de la Grande Chaumière i Paris 1946–1947. Dessutom företog hon studieresor till Nederländerna, Spanien och Italien. Separat ställde hon ut på bland annat Galleri Brinken i Stockholm och i Djursholm. Hennes konst består av porträtt, figurmotiv från teatern och intima landskap. Lindberg är representerad vid Moderna museet i Stockholm  samt även vid Scenkonstmuseet. Hon är begravd på Djursholms begravningsplats.